# Lista planetelor minore: 272001–273000
Aceasta este lista planetelor minore cu numerele 272001–273000.

## 272001–272100
| Denumire | Denumire provizorie | Data descoperirii | Locul descoperirii | Descoperitor(i)     |
| -------- | ------------------- | ----------------- | ------------------ | ------------------- |
| 272001 – | 2005 CO49           | 2 februarie 2005  | Catalina           | CSS                 |
| 272002 – | 2005 CN50           | 2 februarie 2005  | Socorro            | LINEAR              |
| 272003 – | 2005 CU53           | 4 februarie 2005  | Kitt Peak          | Spacewatch          |
| 272006 – | 2005 CK63           | 9 februarie 2005  | Anderson Mesa      | LONEOS              |
| 272010 – | 2005 DP             | 28 februarie 2005 | Junk Bond          | Junk Bond           |
| 272011 – | 2005 DW1            | 28 februarie 2005 | Goodricke-Pigott   | R. A. Tucker        |
| 272034 – | 2005 EG82           | 4 martie 2005     | Mount Lemmon       | Mount Lemmon Survey |
| 272090 – | 2005 GE1            | 2 aprilie 2005    | Mayhill            | A. Lowe             |
| 272099 – | 2005 GE120          | 2 aprilie 2005    | Calvin-Rehoboth    | Calvin College      |

## 272101–272200
| Denumire | Denumire provizorie | Data descoperirii | Locul descoperirii | Descoperitor(i)          |
| -------- | ------------------- | ----------------- | ------------------ | ------------------------ |
| 272101 – | 2005 GE195          | 10 aprilie 2005   | Kitt Peak          | M. W. Buie               |
| 272114 – | 2005 JU185          | 11 mai 2005       | Palomar            | NEAT                     |
| 272145 – | 2005 NB21           | 6 iulie 2005      | Reedy Creek        | J. Broughton             |
| 272163 – | 2005 NB117          | 7 iulie 2005      | Mauna Kea          | C. Veillet               |
| 272181 – | 2005 PU4            | 7 august 2005     | Siding Spring      | SSS                      |
| 272184 – | 2005 PZ17           | 12 august 2005    | Pla D'Arguines     | R. Ferrando, M. Ferrando |
| 272187 – | 2005 PP23           | 8 august 2005     | Cerro Tololo       | M. W. Buie               |

## 272201–272300
| Denumire | Denumire provizorie | Data descoperirii  | Locul descoperirii | Descoperitor(i) |
| -------- | ------------------- | ------------------ | ------------------ | --------------- |
| 272203 – | 2005 QZ20           | 26 august 2005     | Haleakala          | NEAT            |
| 272209 – | 2005 QM28           | 28 august 2005     | Vicques            | M. Ory          |
| 272230 – | 2005 QX87           | 28 august 2005     | Bergisch Gladbach  | W. Bickel       |
| 272269 – | 2005 RS2            | 2 septembrie 2005  | Campo Imperatore   | CINEOS          |
| 272270 – | 2005 RQ3            | 5 septembrie 2005  | Altschwendt        | Altschwendt     |
| 272282   | 2005 SX             | 22 septembrie 2005 | Siding Spring      | R. H. McNaught  |

## 272301–272400
| Denumire | Denumire provizorie | Data descoperirii  | Locul descoperirii | Descoperitor(i) |
| -------- | ------------------- | ------------------ | ------------------ | --------------- |
| 272316 – | 2005 SW70           | 27 septembrie 2005 | Junk Bond          | D. Healy        |
| 272392 – | 2005 SA284          | 24 septembrie 2005 | Apache Point       | A. C. Becker    |

## 272601–272700
| Denumire | Denumire provizorie | Data descoperirii | Locul descoperirii | Descoperitor(i) |
| -------- | ------------------- | ----------------- | ------------------ | --------------- |
| 272646 – | 2005 WC117          | 30 noiembrie 2005 | Eskridge           | Eskridge        |
| 272670 – | 2005 XD             | 1 decembrie 2005  | Mayhill            | Mayhill         |
| 272671 – | 2005 XQ             | 1 decembrie 2005  | Kitami             | K. Endate       |

## 272701–272800
| Denumire            | Denumire provizorie | Data descoperirii | Locul descoperirii | Descoperitor(i) |
| ------------------- | ------------------- | ----------------- | ------------------ | --------------- |
| 272746 Paoladiomede | 2005 YA129          | 29 decembrie 2005 | Suno               | S. Foglia       |

## 272801–272900
| Denumire | Denumire provizorie | Data descoperirii | Locul descoperirii | Descoperitor(i) |
| -------- | ------------------- | ----------------- | ------------------ | --------------- |
| 272844 – | 2006 BN29           | 23 ianuarie 2006  | Nyukasa            | Nyukasa         |

## 272901–273000
| Denumire | Denumire provizorie | Data descoperirii | Locul descoperirii | Descoperitor(i) |
| -------- | ------------------- | ----------------- | ------------------ | --------------- |
| 272929 – | 2006 BN212          | 30 ianuarie 2006  | BlackBird          | K. Levin        |